# Антитринітарії
Антитриніта́рії (від грецького — проти та лат. Trinitas — Трійця) — термін, що вживається для означення тих вірян (окремих християнських угруповань), що не визнають з тих чи тих міркувань догмату Святої Трійці про єдину сутність трьох іпостасей Бога — Бога-Отця, Сина Божого і Святого Духа. У часи ствердження канонічного догмату єдиного Бога й божественності Ісуса Христа постулат єдиносутності трьох іпостасей Бога заперечували: аріани, македоніаністи, монархіоністи, субординасіаністи, тритеїсти та інші.
Зокрема, монархіоністи відкидали три іпостасі Бога і вважали Бога єдиним; патрипасіоністи гадали, що в Ісусі Христі народився, жив і помер Бог-Отець (Бог нібито набуває троїстості тільки як творець Усесвіту); субординасіаністи твердили, що Син Божий та Святий Дух менш досконалі, ніж Отець; аріани доводили, що Син і Дух не подібні до Бога-Отця, бо Він створив Їх; македоніаністи вважали, що Духа створив Син Божий; тритеїсти визнавали три іпостасі Бога, але заперечували їхню субстанційну єдність. У XVI столітті відродилися антитринітарні погляди монархіаністів, зародилося социніанство. Деїсти XVIII — XIX століття та ліберальні протестанти стали відлунням унітаризму.